# タイソン・グリフィン
タイソン・グリフィン（Tyson Griffin、1984年4月20日 - ）は、アメリカ合衆国の男性総合格闘家。カリフォルニア州サクラメント出身。アメリカン・キックボクシング・アカデミー所属。元Gladiator Challengeバンタム級王者。

## 来歴
黒人と白人のハーフとして生まれる。高校時代よりレスリングを始める。カレッジ卒業後、体を鍛えるためデビッド・テレルの元でブラジリアン柔術を始めた。その後ノーカル・ファイティング・アライアンスで総合格闘技の練習を始めた。
2005年9月10日、Gladiator Challengeバンタム級（-66kg）タイトルマッチでユライア・フェイバーと対戦し、パウンドでTKO勝ちを収め王座獲得に成功した。
2006年6月9日、初参戦となったStrikeforceでドゥエイン・ラドウィックと対戦し、パウンドでTKO勝ち。

### UFC
2006年9月23日、UFC初参戦となったUFC 63でデビッド・リーと対戦し、チョークスリーパーで一本勝ち。
2007年2月3日、UFC 67でフランク・エドガーと対戦し、判定で敗れプロ初黒星を喫した。敗れたもののファイト・オブ・ザ・ナイトを受賞した。その後はUFC 72のクレイ・グイダ戦、UFC 76のチアゴ・タバレス戦に連勝した（2試合ともファイト・オブ・ザ・ナイトを受賞した）。
2008年2月2日、UFC 81でグレイゾン・チバウに判定勝ち。7月5日のUFC 86でもマーカス・アウレリオに勝利し連勝を4に伸ばした。10月25日に行われたUFC 90では元ライト級王者ショーン・シャークに判定で敗れ、トップ争いから一歩後退するも、ファイト・オブ・ザ・ナイトを受賞した。
2009年4月1日、UFC Fight Night: Condit vs. Kampmannでハファエル・ドス・アンジョスと対戦し、判定勝ちを収め、5度目のファイト・オブ・ザ・ナイトを受賞した。
2009年9月19日、UFC 103でエルメス・フランカと対戦し、右ストレートからのパウンドでTKO勝ち。
2010年6月12日、UFC 115でエヴァン・ダナムと対戦し、1-2の判定負け。8月1日、UFC Live: Jones vs. Matyushenkoでは欠場したジョー・スティーブンソンの代役で出場するも、五味隆典を相手に自身初のKO負けを喫した。
2010年11月20日、UFC 123でニック・レンツと対戦し、1-2の判定負け。この裁定に会場からは大きなブーイングが飛んだ。これによりUFC3連敗となったが、社長のダナ・ホワイトは僅差の判定負けだったためか「タイソン・グリフィンはリリースしない」とコメントした。この試合の2年後にあたる2012年3月になってこの試合の薬物検査においてグリフィンの尿から禁止薬物であるマリファナの陽性反応が検出された事が発表された。
2011年6月26日、フェザー級転向初戦となったUFC Live: Kongo vs. Barryでマニー・ガンブリャンと対戦し、判定勝ちを収めた。
2013年8月11日、WSOF初参戦となったWSOF 4でJ.Z.カルバンと対戦し、パウンドでTKO負けを喫した。

## 戦績
| 総合格闘技 戦績 | 総合格闘技 戦績 | 総合格闘技 戦績 | 総合格闘技 戦績 | 総合格闘技 戦績 | 総合格闘技 戦績 | 総合格闘技 戦績 |
| --------------- | --------------- | --------------- | --------------- | --------------- | --------------- | --------------- |
| 25 試合         | (T)KO           | 一本            | 判定            | その他          | 引き分け        | 無効試合        |
| 17 勝           | 6               | 3               | 8               | 0               | 0               | 0               |
| 8 敗            | 3               | 0               | 5               | 0               | 0               | 0               |

| 勝敗 | 対戦相手                     | 試合結果                             | 大会名                                                             | 開催年月日     |
| ○    | ジョーダン・ベイリー         | 5分3R終了 判定3-0                    | URCC 34                                                            | 2018年8月4日   |
| ×    | ルイス・ブスカペ             | 5分3R終了 判定0-3                    | WSOF 10: Branch vs. Taylor                                         | 2014年6月21日  |
| ×    | J.Z.カルバン                 | 3R 1:37 TKO（パウンド）              | WSOF 4: Spong vs. DeAnda                                           | 2013年8月10日  |
| ○    | エフレイン・エスクデロ       | 5分3R終了 判定3-0                    | RFA 4: Griffin vs. Escudero                                        | 2012年11月2日  |
| ×    | バート・パラゼウスキー       | 1R 2:45 KO（スタンドパンチ連打）     | UFC 137: Penn vs. Diaz                                             | 2011年10月29日 |
| ○    | マニー・ガンブリャン         | 5分3R終了 判定2-0                    | UFC Live: Kongo vs. Barry                                          | 2011年6月26日  |
| ×    | ニック・レンツ               | 5分3R終了 判定1-2                    | UFC 123: Rampage vs. Machida                                       | 2010年11月20日 |
| ×    | 五味隆典                     | 1R 1:04 KO（右フック）               | UFC Live: Jones vs. Matyushenko                                    | 2010年8月1日   |
| ×    | エヴァン・ダナム             | 5分3R終了 判定1-2                    | UFC 115: Liddell vs. Franklin                                      | 2010年6月12日  |
| ○    | エルメス・フランカ           | 2R 3:26 TKO（右ストレート→パウンド） | UFC 103: Franklin vs. Belfort                                      | 2009年9月19日  |
| ○    | ハファエル・ドス・アンジョス | 5分3R終了 判定3-0                    | UFC Fight Night: Condit vs. Kampmann                               | 2009年4月1日   |
| ×    | ショーン・シャーク           | 5分3R終了 判定0-3                    | UFC 90: Silva vs. Cote                                             | 2008年10月25日 |
| ○    | マーカス・アウレリオ         | 5分3R終了 判定3-0                    | UFC 86: Jackson vs. Griffin                                        | 2008年7月5日   |
| ○    | グレイゾン・チバウ           | 5分3R終了 判定3-0                    | UFC 81: Breaking Point                                             | 2008年2月2日   |
| ○    | チアゴ・タバレス             | 5分3R終了 判定3-0                    | UFC 76: Knockout                                                   | 2007年9月22日  |
| ○    | クレイ・グイダ               | 5分3R終了 判定2-1                    | UFC 72: Victory                                                    | 2007年6月16日  |
| ×    | フランク・エドガー           | 5分3R終了 判定0-3                    | UFC 67: All or Nothing                                             | 2007年2月3日   |
| ○    | デビッド・リー               | 1R 1:50 チョークスリーパー           | UFC 63: Hughes vs. Penn                                            | 2006年9月23日  |
| ○    | ドゥエイン・ラドウィック     | 1R 3:57 TKO（パウンド）              | Strikeforce: Revenge                                               | 2006年6月9日   |
| ○    | チャック・キム               | 1R 3:34 チョークスリーパー           | Gladiator Challenge 49: Face Off                                   | 2006年4月8日   |
| ○    | メルカ・バラクーダ           | 1R 4:05 TKO（パンチ連打）            | FFCF 5: Unleashed                                                  | 2006年1月27日  |
| ○    | ジョルジ・エヴァンゲリスタ   | 1R 3:14 KO（パンチ連打）             | Gladiator Challenge 46: Avalanche                                  | 2005年12月11日 |
| ○    | ユライア・フェイバー         | 3R 0:05 TKO（パウンド）              | Gladiator Challenge 42: Summer Slam 【GCバンタム級タイトルマッチ】 | 2005年9月10日  |
| ○    | コーディ・ウィリアムズ       | 1R 2:05 チョークスリーパー           | Gladiator Challenge 36: Proving Grounds                            | 2005年4月9日   |
| ○    | ライアン・フロスト           | 1R 1:16 TKO（パンチ連打）            | Gladiator Challenge 32: King of the Hill                           | 2004年11月18日 |

## 獲得タイトル
- Gladiator Challengeバンタム級王座（2005年）

## 表彰
- ブラジリアン柔術 紫帯
- UFC ファイト・オブ・ザ・ナイト（5回）
- UFC サブミッション・オブ・ザ・ナイト（1回）
- UFC ファイト・オブ・ザ・イヤー（2007年）